# Фатальний вибір
«Фатальний вибір» — трилер про ліфт без електрики з довгою прелюдією перед різаниною.

## Зміст
Троє, здавалося б, простих американців, поспішають у своїх справах. Хто в лікарню, хто до дівчини, а хто просто додому. Та їм судилося застрягти в ліфті через аварію енергосистеми. Схоже, вони застрягли тут надовго. Ситуація стає напруженою, коли з'ясовується, що один із них — серійний вбивця.